# Iberus gualtieranus
Iberus gualtieranus és una espècie de gastròpode eupulmonat terrestre endèmic de la península Ibèrica, pròpia de llocs àrids i pedregosos. Posseeix una gran variabilitat en la morfologia de la conquilla el que ha donat lloc a la descripció de nombroses varietats i ha complicat molt la seva taxonomia.

## Taxonomia
Segons Fauna Europaea, I. gualtieranus té set subespècies:
- Iberus gualtieranus alonensis
- Iberus gualtieranus campesinus
- Iberus gualtieranus carthaginiensis
- Iberus gualtieranus gualtieranus
- Iberus gualtieranus mariae
- Iberus gualtieranus posthumus
- Iberus gualtieranus rhodopeplus

Segons WoRMS, té quatre subespècies:
- Iberus gualtieranus gualtieranus
- Iberus gualtieranus laurenti
- Iberus gualtieranus mariae
- Iberus gualtieranus ornatissimus

Iberus gualtieranus alonensis, Iberus gualtieranus campesinus i Iberus gualtieranus carthaginiensis són considerats espècies independents.

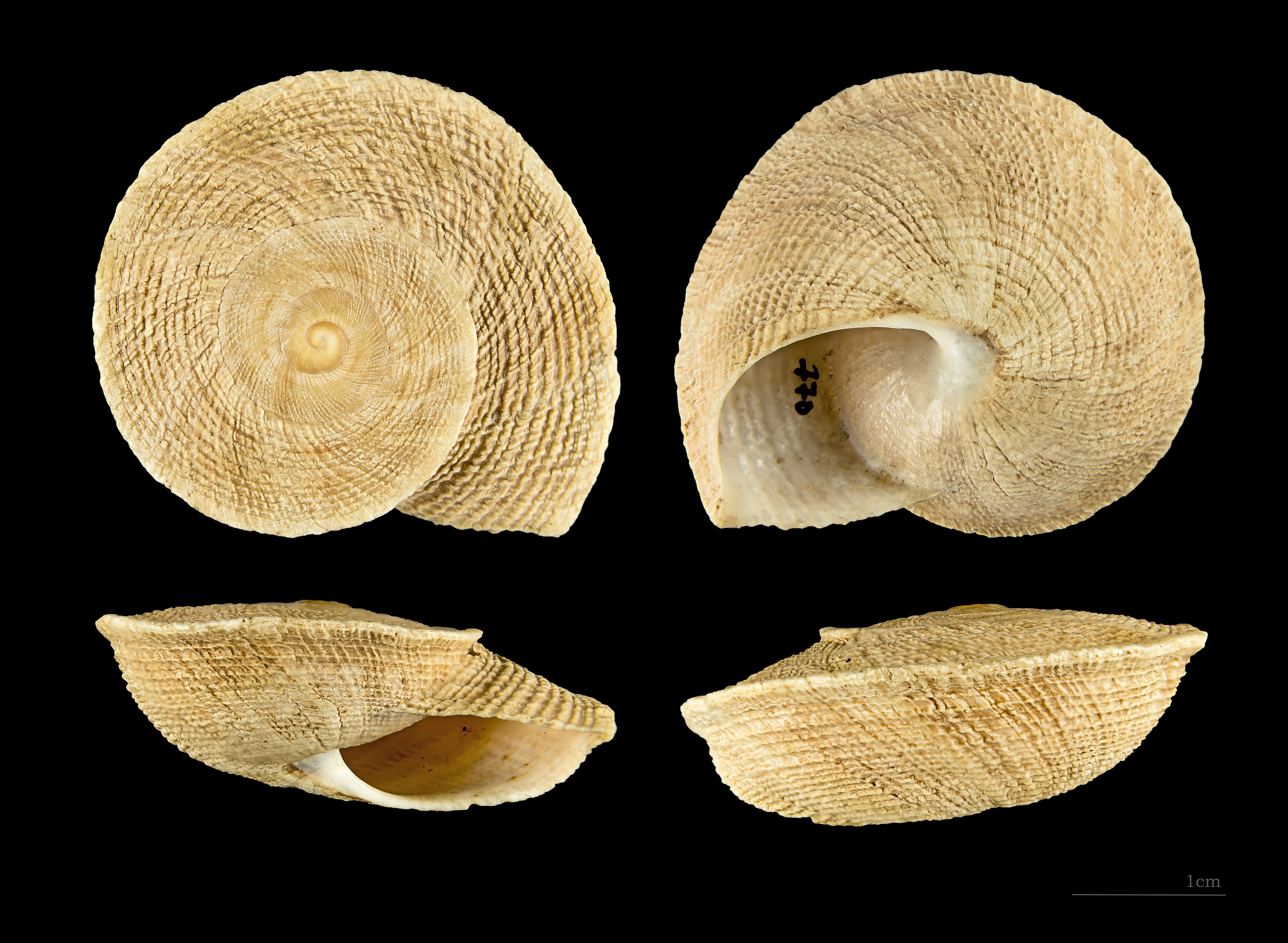
Iberus gualtieranus gualterianus
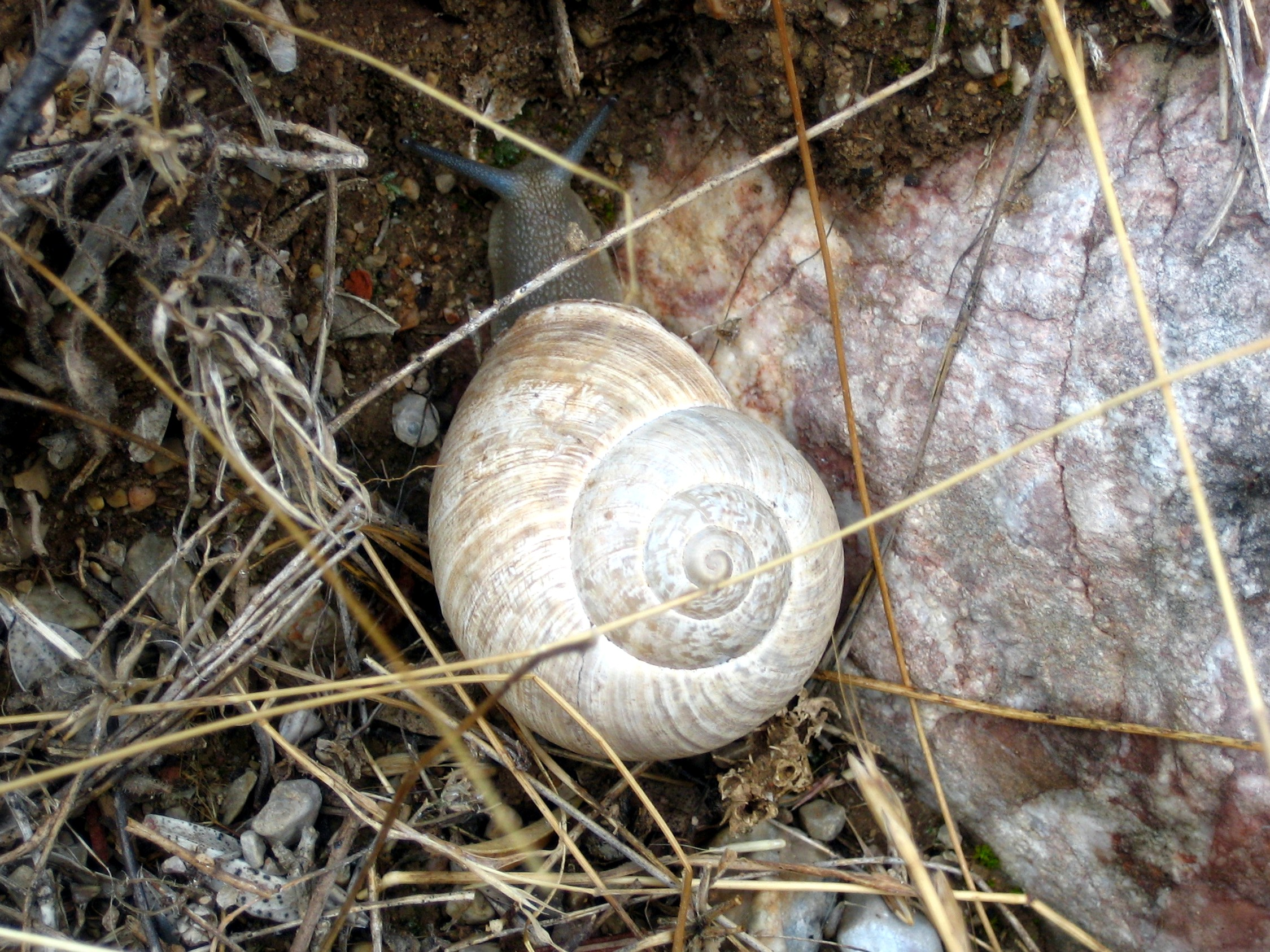
Iberus gualterianus alonensis